# Сент-Джон
45°16′50″ пн. ш. 66°4′34″ зх. д. / 45.28056° пн. ш. 66.07611° зх. д.
 Сент-Джон  (англ. Saint John, фр. Saint-Jean) — місто на північному узбережжі затоки Фанді, провінції Нью-Брансвік Канади. Засноване місто у 1785 році. Зараз це найбільше поселення Нью-Брансвіку: площа — 316,31 км²; населення — 68 043 (2006); щільність (215,7 /км²).
Назва міста походить від річки Сент-Джон (англ. Saint John River), яка тече через місто. Самюель де Шамплен відкрив це місце в 1604 році. Недалеко від міста розташована база Канадських збройних сил.

## Видатні мешканці Сент-Джону
- Стомпін Том Коннорс[en] — канадський фольклорний співак, народився 1937 року в Сент-Джоні.
- Дональд Сазерленд — канадський кіноактор, народився 1935 року в Сент-Джоні.